# Station Marles-en-Brie
Station Marles-en-Brie is een spoorwegstation aan de spoorlijn Gretz-Armainvilliers - Sézanne. Het ligt in de Franse gemeente La Houssaye-en-Brie, ten noorden van de gemeente Marles-en-Brie, beiden gelegen in het departement Seine-et-Marne (Île-de-France).

## Geschiedenis
Het station werd op 2 februari 1861 geopend door de compagnie des chemins de fer de l'Est bij de opening van de sectie Gretz-Armainvilliers - Mortcerf. Sinds zijn oprichting is het eigendom van de Société nationale des chemins de fer français (SNCF).

## Ligging
Het station ligt op kilometerpunt 49,048 van de spoorlijn Gretz-Armainvilliers - Sézanne.

## Diensten
Het station wordt aangedaan door treinen van Transilien lijn P.

## Vorig en volgend station
| Richting  | Vorig station | Lijn    | Volgend station | Richting    |
| --------- | ------------- | ------- | --------------- | ----------- |
| Paris-Est | Tournan       | Trans P | Mortcerf        | Coulommiers |